# Majdanek
Majdanek (officieel: Kriegsgefangenenlager der Waffen-SS Lublin en vanaf februari 1943 Konzentrationslager Lublin) was een concentratie- en vernietigingskamp in Oost-Polen. Het kamp werd in 1941 gebouwd op ongeveer vier kilometer vanaf het centrum van Lublin.

## De bouw
Majdanek (soms ook Maidanek of Lublin-Majdanek genoemd) werd in opdracht van Heinrich Himmler gebouwd en zou in eerste instantie worden aangelegd bij het kerkhof Lipowa. SS- und Polizeiführer Odilo Globocnik besloot echter het kamp te bouwen buiten Lublin op een terrein dat Dziesiata heette. De naam van kamp Majdanek is afgeleid van de naam van het dorp Majdan Tatarski. Het kamp was ingedeeld in tien zones met elk twintig barakken. Majdanek telde drie gaskamers, met elk een capaciteit van 150 tot 300 personen.

## De eerste gevangenen
Majdanek was zowel een concentratie- als een vernietigingskamp. Oorspronkelijk was het kamp bedoeld voor krijgsgevangenen. Majdanek ging op 21 juli 1941 open. De eerste gevangenen arriveerden in de herfst van 1941. Dit waren 5.000 krijgsgevangen gemaakte Russische soldaten. De volgende transporten bestonden uit Poolse Joden uit het getto van Lublin en omgeving. Naast de Joden, die het grootste deel van de bevolking van Majdanek uitmaakten, werden er ook later nog vele niet-Joodse Polen gevangengezet.

## Vernietigingskamp
Vanaf het najaar van 1942 werd het kamp gebruikt als vernietigingskamp voor Joden. De eerste transporten met Joden kwamen uit Slowakije en het Protectoraat Bohemen en Moravië. Daarna arriveerden er meer Joden uit Polen, Duitsland, Oostenrijk, Frankrijk, Nederland en Griekenland. In Majdanek zaten zo'n 6000 Nederlandse Joden gevangen.
Aanvankelijk werden de slachtoffers in een nabijgelegen bos geëxecuteerd, waar ze vervolgens in massagraven begraven werden. Later ging men over op vergassen, maar ook executies (met de kogel en door ophanging) bleven in gebruik. In de gaskamers werden de gevangenen aanvankelijk met koolmonoxide en later met Zyklon B gedood. Hun bezittingen - en zelfs hun haar - werden verkocht. Van het haar van de vrouwelijke gevangenen werd stof gemaakt voor onder andere dekens en rugzakken. Andere gevangenen kwamen om van de honger, door ziekte, werden opgehangen of doodgeschoten. Op 3 november 1943 werden op één dag tussen 16.000 en 18.000 Joden doodgeschoten. Deze slachtpartij vond plaats na opstanden in het getto van Warschau (april-mei), en in Treblinka (2 augustus) en Sobibór (14 oktober). De nazi's waren bang dat deze opstanden over zouden slaan naar Majdanek en besloten daarom de vernietiging van de Joden in het district van Lublin te bespoedigen. De slachtpartij werd door de nazi's Aktion Erntefest genoemd en kostte aan 43.000 Joden het leven. De slachtoffers werden begraven in massagraven die ze zelf hadden moeten graven. Volgens de SS-moordenaar Erich Mussfeldt, die er bij was en later naar Auschwitz werd overgeplaatst, was dit het praktische einde van Majdanek als gevangenenkamp, al werden er daarna nog kleinere aantallen geïnterneerd.

## Aantal doden
Hoeveel mensen in Majdanek om het leven zijn gekomen is niet bekend. Net als elders vernietigden de nazi's alle documentatie. De documentatie die er nog was zou - zo zeggen onderzoekers - zijn meegenomen door het Rode Leger en niet meer zijn vrijgegeven. De schattingen lopen uiteen van minder dan 100.000 tot meer dan een miljoen. De Sovjet-Unie noemde na de oorlog al snel getallen van 1 à 2 miljoen, maar na onderzoeken in de decennia erna werd het aantal aanzienlijk verlaagd. Regelmatig wordt het aantal van 300.000 dodelijke slachtoffers genoemd. Pools onderzoek kwam in 2005 tot de conclusie dat er ten minste 78.000 mensen om het leven zijn gekomen, van wie 59.000 Joden.

## Bevrijding
In juli 1944 werd het kamp ontruimd als gevolg van het oprukken van het Rode Leger. Met het naderen van het Sovjetleger trachtten de nazi's met behulp van overgebleven gevangenen alle sporen van de misdaden in Majdanek te wissen. Op 24 juli 1944 arriveerde het Rode Leger, dat slechts enkele honderden gevangenen levend aantrof.

### Leiding van Majdanek
De leiding van Majdanek wisselde vaak. De eerste commandant was SS-Obersturmbannführer Karl Koch, afkomstig van Buchenwald. Hij was commandant van september 1941 tot juli 1942. Koch werd opgevolgd door SS-Hauptsturmführer Max August Koegel, die het kamp tot oktober 1942 leidde. De derde commandant was SS-Führer Hermann Florstedt, die in september 1943 werd vervangen door SS-Obersturmbannführer Martin Gottfried Weiß. Weiß had de macht tot mei 1944. De vijfde en laatste commandant was SS-Obersturmbannführer Arthur Liebehenschel. De tweede man van het kamp is door alle jaren heen dezelfde geweest: SS-Obersturmführer Anton Thernes.
Karl Koch en Hermann Florstedt werden uit hun functie ontheven omdat ze roofbuit van de nazi's gestolen zouden hebben. Koch zou bovendien smeergeld van Joden hebben aangenomen. Beiden kregen de doodstraf en zijn voor het einde van de oorlog door de nazi's geëxecuteerd. Max Koegel en Martin Weiß zijn opgepakt en berecht door de geallieerden. Beiden kregen de doodstraf in 1946. Arthur Liebehenschel, de laatste commandant en daarvoor commandant van Auschwitz I, werd uitgeleverd aan Polen. Hij werd tot de doodstraf veroordeeld door het Hoge Volksgerechthof in Krakau waar ook het vonnis werd voltrokken. Tweede man Anthony Thernes wordt vaak als de feitelijke leider van Majdanek gezien. Hij werd direct na de bevrijding van Majdanek in 1944 door het Rode Leger gevangengenomen, berecht en geëxecuteerd in december 1944. De openbare rechtszitting van de overige opgepakte nazi's uit Majdanek vond plaats in Düsseldorf, Duitsland in 1976-77.

## Museum Majdanek
Sinds het einde van de Tweede Wereldoorlog is de bevolking van Lublin verdrievoudigd, waardoor de stad veel groter is geworden. Majdanek lag vlak bij Lublin en bevindt zich inmiddels binnen de stadsgrenzen. Het kamp is nu een museum. Er resteren een aantal barakken (voor werk en voor gevangenen), twee gaskamers, het crematorium, en gebouwen van de SS. De beslissing om het kamp te behouden en om te vormen tot een museum werd al in 1944 genomen.
Op 10 augustus 2010 brak 's nacht brand uit, waarschijnlijk na kortsluiting. Bij de brand werd een houten barak met daarin ruim zevenduizend paar schoenen van oud-gevangenen verwoest.

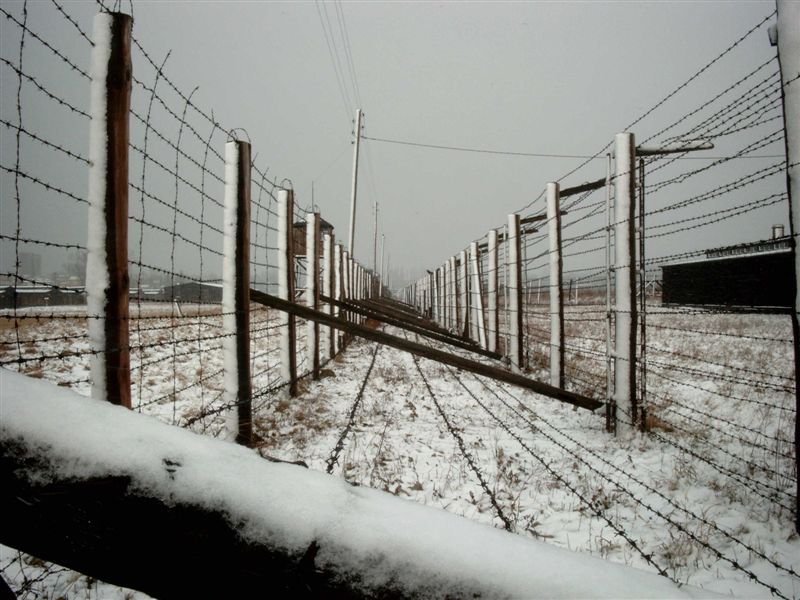
Het hek van Majdanek tijdens de winter
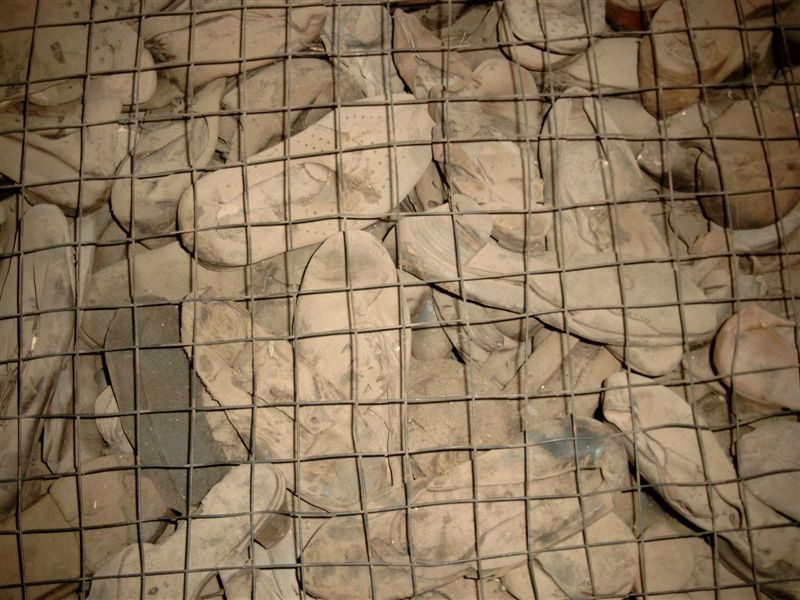
Schoenen die de gevangenen moesten inleveren werden bij elkaar gestopt en afgevoerd
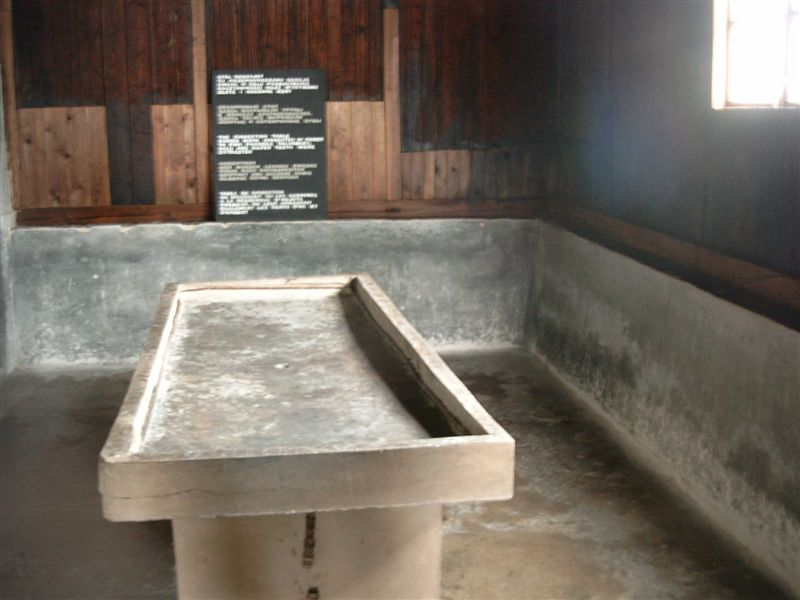
Dissectietafel in Majdanek
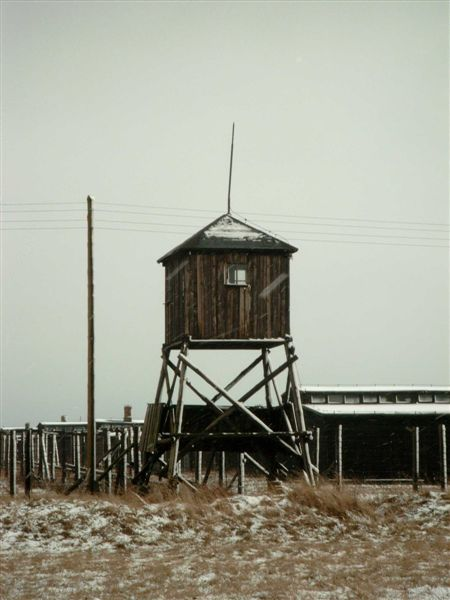
Wachttoren
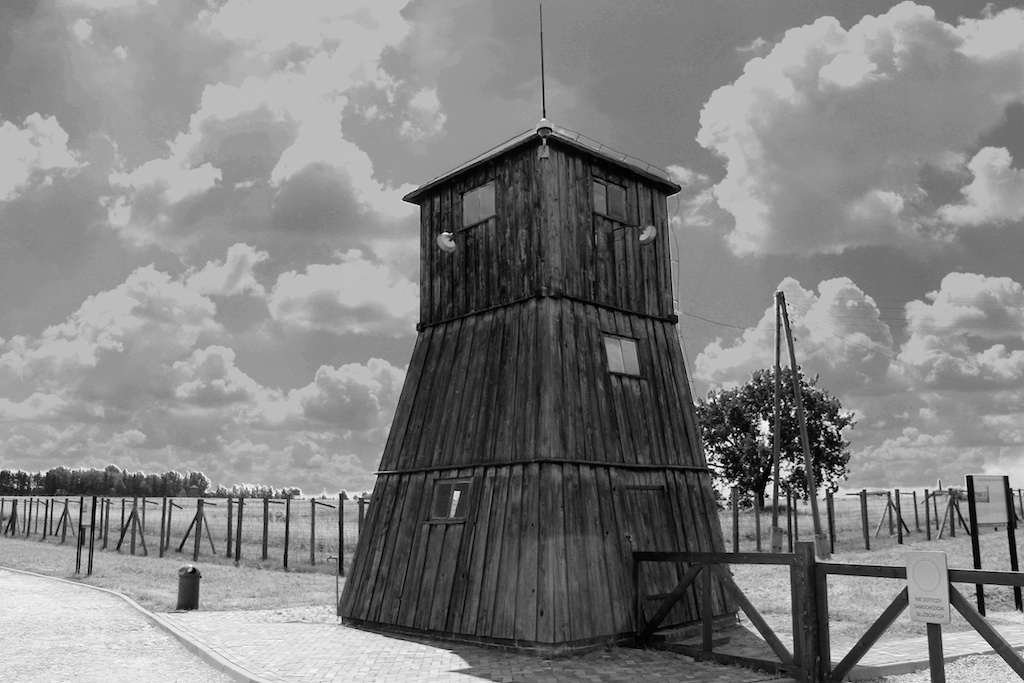
Wachttoren Majdanek

Alfabetisch op naam.  Indien een kamp meerdere rollen had, staat het in de "hoogste" groep.
Zie ook: Lijst van naziconcentratiekampen · Jappenkampen in Nederlands-Indië · Lijst van jappenkampen